# 김창광
김창광(생년 미상 ~)은 조선민주주의인민공화국의 정치인이다. 조선로동당 중앙위원회 정치국 후보위원 겸 조선중앙통신사 사장이다.

## 이력
조선로동당 부부장을 역임했다. 2005년 5월부터 2012년 3월까지 조선중앙통신사 부사장을 지냈고 2013년 7월까지 제1부사장으로 재임했다. 2013년 7월 조선중앙통신사 사장에 임명되었다. 2017년 10월 7일 조선로동당 제7기 제2차 전원회의에서 조선로동당 중앙위원회 후보위원으로 보궐선거되었다.